# Wawrzyniec Michał Poczobut-Odlanicki
Wawrzyniec Michał Poczobut Odlanicki herbu Zdarborzec (zm. przed 14 lutego 1688) – sędzia ziemski wiłkomierski w 1676 roku, podsędek wiłkomierski w latach 1663–1676, podstoli wiłkomierski w latach 1661–1663, dworzanin Jego Królewskiej Mości.
Poseł powiatu wiłkomierskiego na sejm 1661 roku. Poseł sejmiku wiłkimierskiego na sejm zwyczajny 1664/1665 roku, sejm nadzwyczajny 1668 roku. Jako poseł powiatu oszmiańskiego na sejm elekcyjny 1669 roku podpisał pacta conventa Michała Korybuta Wiśniowieckiego w 1669 roku. Był posłem powiatu wiłkomierskiego województwa wileńskiego na sejm nadzwyczajny 1672 roku. Jako poseł wiłkomierski na sejm konwokacyjny 1674 roku był członkiem konfederacji generalnej zawiązanej 15 stycznia 1674 roku na tym sejmie. Jako deputat i poseł wiłkomierski na sejm elekcyjny 1674 roku podpisał pacta conventa Jana III Sobieskiego w 1674 roku. Poseł na sejm koronacyjny 1676 roku z Wiłkomierza.